# Співакове
Співако́ве (Співаків, Співаківський) — село в Чернігівській області України. За адміністративним поділом до липня 2020 року село входило до Талалаївського району, а після укрупнення районів входить до Прилуцького району. Є частиною Талалаївської селищної громади. Розташоване на лівому березі річки Березовиці за 15 км від залізничної станції Талалаївки. Населення — 8 осіб, площа — 0,68 км².

## Історія
Село вперше згадується під 1781 роком, як хутір Співаківський, що належав в козакам Співакам. Він входив до Срібнянської сотні Прилуцького полку Гетьманщини.
З 1782 року хутір входив до Глинського повіту Чернігівського намісництва, а з 1796 року до Прилуцького повіту Малоросійської, а з 1802 року Полтавської губернії.
1859 року в хуторі Співаків налічувалось 50 дворів, 397 жителів, приписаних до парафії Миколаївської церквисела Березівки. Входив до Березівської волості 2-го стану.
Хутір є на мапі 1869 року.
1886 року на хуторі було 46 дворів козаків, 4 двори селян-власників, 1 двір міщан, 53 хати, 329 жителів.
1910 року в хуторі 46 господарств, з них козаків — 41, селян — 5, налічувалось 292 жителя, у тому числі 1 тесляр, 2 кравці, 7 ткачів, 2 поденники, 2 займалися інтелігентними та 14 — іншими неземлеробськими заняттями, все інше доросле населення займалося
землеробством. Було 515 десятин придатної землі.
З приходом радянської влади, у 1923 року село Співаків (так на мапі 1925 року) відійшло до Березівського району Роменської округи Полтавської губернії УСРР. На мапі РСЧА 1941 року- х. Спеваків на 49 дворів.

### В складі України
З 1991 року село у складі України. У 1996 році в селі було 60 дворів, 136 жителів.
До 2020 року було підпорядковане Чернецькій сільській раді

## Люди
В селі народився Власенко Віталій Єлисейович (нар. 1924) — ортопед-травматолог.